# Senetjer
Senetjer war ein altägyptischer Handwerksmeister der 18. Dynastie, der in Theben tätig war und durch das Grab seines Sohnes Ipuki bekannt ist.
Senetjer ist inschriftlich aus dem Grab seines Sohnes Ipuki und des Bildhauers Nebimen, der die Witwe seines Sohnes heiratete, bekannt. Die Wandmalerei im Grab zeigt Ipuki unter anderem dabei, wie er seinen Eltern Opfergaben am Grab darbringt und für sie betet. Aus den inschriftlichen Titeln geht hervor, dass Senetjer während der Regierungszeit des Pharaos Amenophis III. Handwerksmeister an der bislang nicht lokalisierten Kapelle der Hatschepsut war. Wenn der Umrisszeichner Hi Bruder des Ipuki und nicht des Nebimen war, was aus den Inschriften nicht genau hervorgeht, war auch Hi Senetjers Sohn.